# Dayeuhkolot (Sagalaherang)
Dayeuhkolot is een bestuurslaag in het regentschap Subang van de provincie West-Java, Indonesië. Dayeuhkolot telt 4793 inwoners (volkstelling 2010).